# Municipio de Independence (Míchigan)
El municipio de Independence (en inglés, Independence Township) es un municipio del condado de Oakland, Míchigan, Estados Unidos. Tiene una población estimada, a mediados de 2022, de 36 580 habitantes.
Tiene el estatus de charter township, una forma especial de gobierno del estado de Michigan que le otorga atribuciones mucho más amplias que las que generalmente tienen los townships.

## Geografía
Está ubicado en las coordenadas 42°44′51″N 83°23′30″O / 42.74750, -83.39167 (42.747374, -83.391768). Según la Oficina del Censo de los Estados Unidos, tiene una superficie total de 94.08 km², de la cual 90.75 km² corresponden a tierra firme y 3.33 km² están cubiertos de agua.

## Demografía
Según el censo de 2020, en ese momento había 36 686 personas residiendo en la zona. La densidad de población era de 404.25 hab./km². El 88.04% de los habitantes eran blancos, el 2.12% eran afroamericanos, el 0.29% eran amerindios, el 1.78% eran asiáticos, el 0.04% eran isleños del Pacífico, el 1.41% eran de otras razas y el 6.32% eran de una mezcla de razas. Del total de la población, el 4.98 % eran hispanos o latinos de cualquier raza.